# Сент-Патрик (графство)
Сент-Патрик (англ. Saint Patrick) — бывшее графство на территории Тринидада и Тобаго.

## География и административное деление
Площадь графства составляла 673 кв. километров. Граничило с одним графством — Виктория, а также имело выход в Залив Пария и канал Колумба.
Регион делился на четыре уорда:
- Седрос
- Сипария
- Эрин
- Ла-Бреа[2]

## Разделение
В 1990 году после реформы все графства были упразднены, и территория графства Сент-Патрик вошла в состав регионов Пенал-Дебе и Сипария, а город Пойнт-Фортин получил статус боро.